# Villains
Villains is het zevende studioalbum van de Amerikaanse band Queens of the Stone Age. Het werd uitgebracht op 25 augustus 2017 nadat het op 14 juni van dat jaar was aangekondigd. Mark Ronson produceerde het album.
De dag na de bekendmaking werd de eerste single "The way you used to do" uitgebracht en werd een wereldtour aangekondigd.

## Tracklist
| Nr. | Titel                     | Duur |
| --- | ------------------------- | ---- |
| 1.  | Feet don't fail me        | 5:41 |
| 2.  | The way you used to do    | 4:34 |
| 3.  | Domesticated animals      | 5:20 |
| 4.  | Fortress                  | 5:27 |
| 5.  | Head like a haunted house | 3:21 |
| 6.  | Un-reborn again           | 6:40 |
| 7.  | Hideaway                  | 4:18 |
| 8.  | The evil has landed       | 6:30 |
| 9.  | Villains of circumstance  | 6:09 |